# 22885 Sakaemura
22885 Sakaemura è un asteroide della fascia principale. Scoperto nel 1999, presenta un'orbita caratterizzata da un semiasse maggiore pari a 2,2719744 UA e da un'eccentricità di 0,0572817, inclinata di 6,90838° rispetto all'eclittica.